# Borja López i Castilla
López  Castilla est un nom espagnol. Le premier nom de famille, en général paternel, est López ; le second, en général maternel, souvent omis, est Castilla.
Borja López i Castilla, né le 31 mai 1979 à Barcelone, est un joueur de rink hockey. Il évolue actuellement au sein du club de La Vendéenne La Roche-sur-Yon.

## Parcours sportif
Sélectionné en équipe d'Espagne jeune, il intègre successivement les clubs de CP Vilafranca, puis de CE Noia et le CP Vic. En 2012, il décide de quitter l'Espagne pour venir jouer dans le championnat français. 

### Palmarès
Il obtient en 2009 et en 2010, la coupe du Roi ainsi que la supercoupe d'Espagne en 2009 avec le club de CP Vic.
En 2014, il obtient sa première Coupe de France avec le club de la Roche sur Yon.